# Brachystelma naorojii
Brachystelma naorojii là một loài thực vật có hoa trong họ La bố ma. Loài này được P.Tetali & al. mô tả khoa học đầu tiên năm 1998.